# デアゴスティーニ・ジャパン
株式会社デアゴスティーニ・ジャパンは、イタリアのデアゴスティーニ社の日本法人。分冊百科やパートワークと呼ばれる形式の雑誌の出版社。ディアゴスティーニと誤読される事が多い。

## 概要
デアゴスティーニは当初、世界地図の普及を目的にイタリアの地理学者ジョバンニ・デ・アゴスティーニ（Giovanni De Agostini）が1901年に地図研究所として設立した。
1959年、マルコ・ポーロが口述した『東方見聞録』のイタリア語訳である「イル・ミリオーネ」をパートワーク形式第一号として出版し、成功と名声を得ると同時に第一号にしてパートワーク形式を確立する。当初は趣味・実益などの解説書が主だった。21世紀以後は、映画・アニメーション・テレビドラマなど特定の映像作品を題材にしたDVDコレクションなどのサブカルチャー部門の書も、多く発売されている。
イタリア総本社を中心に世界33ヶ国に進出しデアゴスティーニ・グループを形成している。ただし、各タイトルの企画は日本ならばデアゴスティーニ・ジャパン社が独自に立案・発刊するといった、各国の時流に合わせた運営であり、総本社やイギリスのインターナショナル本社からのオーダーは特に存在しない。
日本へは、1988年の「Aircraft」で進出した。当初は同朋舎と業務提携しており、同社が経営難に陥ったことから同じ京都を拠点とする省心書房に提携先を変更。1997年5月に省心書房を吸収合併し、現社名となる。

## 刊行物の特徴
ある分野の本格的な知識やハウ・ツーを気軽に学べるように、週刊や隔週刊の雑誌形式を採用した、分冊百科・パートワークと呼ばれる冊子を発売している。時勢に乗ったタイトルからニッチ系まで様々なカテゴリを取り扱った分冊百科・パートワークをリリースしている。
冊子のみならず、CD（音楽関連等）や、作品DVDソフト（映画やテレビドラマ等）、模型を毎号付録する「コレクション」、毎号付録されるパーツを組み上げると最終的に模型等が出来上がる趣向の組立シリーズなど、付録と通じて各ジャンルを深く学ぶ商品構成が特徴的である。

### 創刊号
創刊号は特別価格として、第2号以降の通常価格の半額程度という戦略的価格設定を採る(シリーズによっては創刊号が半額以下の極端に安い場合や、通常価格で２号が合併されている場合もある。)。また、テレビコマーシャル等広報の他、期間限定の定期購読申込者特典や特製バインダー値下げなど、創刊号発売前後に集中的に販促宣伝されるものが多い。

### 刊行号数
刊行予定号数は公式サイトに掲載されている。ただし、予定号数を定めずに刊行した例もあり、例えば『鉄道データファイル プラス』は第10号をもって休刊している。
当初の予定号数より多く刊行されたケースもあり、例えば『週刊鉄道データファイル』は、当初100号刊行予定で、最終的に全300号が刊行された。逆に、30号予定が7号で刊行打ち切りになった『隔週刊タクシー・オブ・ザ・ワールドタクシー』のように号数が減らされる場合もある。
刊行号数変更の場合は、公式サイトや分冊百科誌面上等で通知される。定期購読しているシリーズが刊行号数追加された場合、定期購読者から申込みのない限り、自動的に継続購読扱いとなる。

### 地域先行販売
主にテストマーケティングを目的に、一部地域で先行販売されるものもあった。『週刊 ウルトラマン オフィシャルデータファイル』等のように先行販売後全国展開されるものもあったが、『週刊サンライズアニメーションデータファイル』シリーズは全国展開されず打ち切りになっている。100号予定が6号で終了した『週刊紫電改をつくる』、55号予定が5号で終了の『週刊西洋時計をつくる』など、直前に類似企画のものが販売されていたことで消費者の購入意欲が落ちていたと判断され打ち切られたものもある。

### 特典・付録
全号購読や定期購読特典など「最後まで揃えなくては」といった収集心を刺激する工夫がなされている。ただし、刊行号数の多い特集ほど経済的な負担が大きくなるため、安定した収入がなければ継続は難しく、途中で購読を取りやめる者も多い。
- 付録

前述のCD、DVD、模型パーツ等の他、特製バインダー等が特定の号（創刊号など）に付録されるシリーズがある。
- 定期購読

送料無料サービスの他、創刊号前後の申込者に特典商品（図書カードなど）が付与される場合がある。
- 全号購読

全号購読特典が設定されている場合、応募者へ特典商品が郵送される。直送定期購読者は申込み不要で届く。書店での定期購読や個々に揃えた場合は、全号の応募券を揃えて所定様式での申込みが必要である。
- WEB特典

公式サイトからの定期購読申込み者限定で、特典商品が付与される場合がある。

### 特殊な販売方式
2018年現在は、過去の人気シリーズの一部について、デアゴスティーニ公式サイトにて「大人買い特集」と称し、全号セット販売及び組み立て済み完成品の販売を行っている。
他にも、一部のシリーズでは定期購読者に限り、追加料金で組み立てサービスを提供している。当該読者には部品抜きの書籍のみが毎号送られ、最終号の発刊後に完成品が送られる。
また、事前予約を受け付け、一定数以上の申し込みがあった場合に限り実際に書籍を発売する、といった手法も一部で導入されている。実際に2018年秋創刊予定だった『週刊はやぶさ2をつくる』は、予約部数が目標の5000部に達せず商品化不成立となった。

## 刊行したタイトル

### 1980年代創刊
1988年
- エア・クラフト
(創刊：1988年10月3日/全204号)

### 1990年代創刊
1990年
- グレート・アーティスト
(創刊：1990年2月、再刊行：1994年1月1日/全100号)

1991年
- ドゥ・アート
(創刊：1991年1月29日/全96号)

1992年
- グレート・コンポーザー
(創刊：1992年1月14日/全65号

1993年
- 週刊 恐竜サウルス!
(創刊：1993年10月5日／全91号)

1994年
- 隔週刊 クラシックコレクション
(創刊：1994年9月27日/全180号、再刊行：1998年1月27日/全90号)

1995年
- マーダー・ケースブック
(創刊：1995年9月26日/全96号)

1996年
- ニュー・イングリッシュ・フォー・ユー
(創刊：1996年9月17日/全96号)

1997年
- エックス・ゾーン
(創刊：1997年5月13日/全84号)
- ドゥ・フォト
(創刊：1997年5月27日/全80号)
- メディ・ファイル
(創刊：1997年10月7日/全120号)

1998年
- 週刊 ザ・ムービー
(創刊：1998年2月24日／全100号)
- 週刊 イージー・ピーシー
(創刊：1998年3月10日／全117号)

1999年
- 週刊 アートギャラリー
(創刊：1999年1月19日／全100号)
- 週刊 ホームガーデン
(創刊：1999年2月23日／全100号)
- 週刊 イングリッシュ・フォー・ユー・プラス
(創刊：1999年3月23日／全96号)
- 週刊 ワールド・エアクラフト
(創刊：1999年9月28日／全207号)
- 週刊 ワールド・エアクラフト ビデオコレクション
(創刊：1999年9月28日／全50号)

### 2000年〜2004年創刊
2000年
- 週刊 ピーシー・サクセス
(創刊：2000年1月25日／全102号)
- 週刊 ビジュアル日本の歴史
(創刊：2000年2月8日／全140号)
- 隔週刊 アート・コース
(創刊：2000年2月15日／全78号)
- 隔週刊 アート・コース ビデオコレクション
(創刊：2000年2月15日／全10号)

2001年
- 週刊 マイ・ドールズハウス
(創刊：2001年1月9日／全150号)
- 週刊 ニュー・イージー・ピーシー
(創刊：2001年2月13日／全104号)
- 隔週刊 トレジャー・ストーン
(創刊：2001年7月23日／全119号)
- 週刊 ディズニー・ダイナソー
(創刊：2001年6月19日／全21号)
- 週刊 インサイド・ヒューマンボディ
(創刊：2001年9月25日／全171号、改訂版創刊：2005年1月25日)
- 隔週刊 インサイド・ヒューマンボディー ビデオコレクション
(創刊：2001年9月25日／全16号)
- 隔週刊 MOTOコレクション
(創刊：2001年10月23日／全45号)

2002年
- 週刊 ビジュアル源氏物語
(創刊：2002年1月8日／全96号)
- 週刊 スピークイングリッシュ
(創刊：2002年1月22日／全96号)
- 週刊 ニュー・ピーシー・サクセス
(創刊：2002年2月5日／全91号)
- 週刊 スター・ウォーズ −ファクトファイル−
(創刊：2002年2月9日／全121号)
- 週刊 そーなんだ!
(創刊：2002年3月5日／全131号、改訂版創刊：2005年1月18日、3訂版創刊：2008年9月22日)
- 週刊 セーリング・シップ
(創刊：2002年6月4日／全100号)
- 週刊 ワールド・ウェポン
(創刊：2002年9月3日／全120号)
- 隔週刊 ワールド・ウェポン ビデオ・コレクション
(創刊：2002年9月3日／全21号)

2003年
- 週刊 服部幸應の しあわせクッキング
(創刊：2003年1月28日／全101号、改訂版創刊：2007年1月16日)
- 週刊 スタートレック -ファクトファイル-
(創刊：2003年2月18日／全314号)
- 隔週刊 ワールド・ウェポン DVDコレクション
(創刊：2003年2月25日／全21号)
- 週刊 リアルロボット
(創刊：2003年3月4日／全91号)
- 週刊 100人
(創刊：2003年5月27日／全100号)
- 隔週刊 エアコンバット･コレクション
(創刊：2003年10月7日／全32号)
- 隔週刊 エアコンバット DVDコレクション
(創刊：2003年10月7日／全24号)
- 週刊 漢方ライフ
(創刊：2003年11月4日／全70号)
- 隔週刊 タクシー・オブ・ザ・ワールドタクシー
(創刊：2003年11月11日／全7号)

2004年
- 隔週刊 日本のうた こころの歌
(創刊：2004年1月6日／全100号、2009年1月20日改訂版創刊)
- 週刊 ビジュアル日本の歴史 増補版
(創刊：2004年1月20日／全140号)
- 隔週刊 ロード･オブ･ザ･リングシネマフィギュアコレクション
(創刊：2004年1月27日／全40号)
- 週刊 鉄道 DATA FILE
(創刊：2004年2月3日／全300号)
- 週刊 鉄道 DATA FILE　DVDコレクション
(創刊：2004年2月3日／全24号)
- 週刊 アロマテラピー＆ナチュラルライフ
(創刊：2004年2月17日／全65号)
- 週刊 ラジコンカー スバルインプレッサ
(創刊：2004年2月24日／全55号)
- 週刊 レッツ！ピーシーライフ
(創刊：2004年3月9日／全100号)
- 隔週刊 水彩で描く
(創刊：2004年3月16日／全80号)
- 隔週刊 チャンピオン･バイク･コレクション
(創刊：2004年8月31日／全60号)
- 隔週刊 世界遺産DVDコレクション
(創刊：2004年9月7日／全90号)
- 週刊 ガンダムファクトファイル
(創刊：2004年9月21日／全151号)

### 2005年〜2009年創刊
2005年
- 週刊 和風ドールズハウス
(創刊：2005年1月11日／全110号)
- 隔週刊 インサイド・ヒューマンボディ DVDコレクション
(創刊：2005年1月25日／全16号)
- 隔週刊 ディズニーのマジックイングリッシュ
(創刊：2005年2月8日／全26号)
- 隔週刊 XファイルDVDコレクション
(創刊：2005年2月22日／全49号、2009年6月2日改訂版創刊)
- 隔週刊 泣いてたまるかDVDコレクション
(創刊：2005年3月8日／全33号)
- 隔週刊 世界の昆虫データーブック
(創刊：2005年5月24日／全60号)
- 週刊 戦艦大和を作る
(創刊：2005年9月6日／全90号、2012年9月25日改訂版創刊)
- 週刊 土井善晴のわが家で和食
(創刊：2005年9月20日／全101号、2009年2月17日改訂版創刊)
- 隔週刊 ゴールデン・ポップス
(創刊：2005年10月4日／全60号)

2006年
- 隔週刊 美空ひばり こころの歌
(創刊：2006年1月10日／全70号)
- 週刊 日本の100人 -歴史をつくった先人たち-
(創刊：2006年1月17日／本編100号+番外編20号=全120号、2012年1月6日改訂版創刊)
- 隔週刊 青春のうた ベストコレクション
(創刊：2006年1月31日／全100号)
- 週刊 マイロボット
(創刊：2006年2月21日／全90号)
- 週刊 そーなんだ!社会編
(創刊：2006年5月16日／全101号、2008年9月22日改訂版創刊)
- 隔週刊 スタートレック ベストエピソード コレクション
(創刊：2006年5月23日／全135号)
- 隔週刊 ハローキティ・アクセサリーコレクション
(創刊：2006年9月5日／全70号)
- 24 TWENTY FOUR DVDコレクション
(創刊：2006年9月12日／全71号)
- 週刊 フェラーリ ラジコンカー
(創刊：2006年9月26日／全100号)
- 隔週刊 ビーズ・アクセサリー
(創刊：2006年10月10日／全80号)
- 隔週刊 ミレニアムDVDコレクション
(創刊：2006年12月26日／全15号)

2007年
- 隔週刊 ロボザック
(創刊：2007年1月9日／全85号)
- 週刊 アーティスト・ジャパン
(創刊：2007年1月19日／全61号)
- 週刊 古代文明ビジュアルファイル
(創刊：2007年1月30日／全131号)
- 週刊 ヨーロピアンパレス
(創刊：2007年2月13日／全130号)
- 隔週刊 ファイティング・エアクラフトDVDコレクション
(創刊：2007年5月8日／全30号)
- 隔週刊 ピーターラビット・コレクション
(創刊：2007年5月22日／全60号)
- 隔週刊 ハリー・ポッター・チェスコレクション
(創刊：2007年6月5日／全47号)
- 週刊 蒸気機関車C62を作る
(創刊：2007年8月28日／全100号)
- 週刊 マイディズニーランド
(創刊：2007年9月18日／全100号)
- 週刊昭和タイムズ
(創刊：2007年9月25日／全64号)
- 隔週刊 刑事コロンボDVDコレクション
(創刊：2007年10月9日／全45号)
- 週刊 ハーレーダビッドソン
(創刊：2007年10月30日／全89号)

2008年
- 隔週刊 地球の鉱物コレクション
(創刊：2008年1月8日／全120号)
- 週刊 歴史のミステリー
(創刊：2008年1月15日／全101号、2012年5月15日改訂版創刊)
- 週刊マイミュージックスタジオ
(創刊：2008年1月22日／全81号)
- 週刊 パティシエと作る ケーキアンドデザート
(創刊：2008年1月29日／全101号)
- 隔週刊 科学忍者隊ガッチャマン DVDコレクション
(創刊：2008年2月5日／全68号)
- 隔週刊 世界名作劇場 DVDセレクション
(創刊：2008年2月19日／全52号)
- 隔週刊 クール・ジャズ・コレクション
(創刊：2008年2月26日／全80号)
- 週刊 仮面ライダー オフィシャルデータファイル
(創刊：2008年3月11日／全126号)
- 週刊 フェラーリ・グランツーリズモ
(創刊：2008年8月25日／全65号)
- 隔週刊 スターゲイト DVDコレクション
(創刊：2008年9月9日／全105号)
- 隔週刊 落語百選 DVDコレクション
(創刊：2008年10月7日／全50号)

2009年
- 隔週刊 東映時代劇DVDコレクション
(創刊：2009年1月6日／全60号)
- 週刊 天体模型・太陽系をつくる
(創刊：2009年1月13日／全52号)
- 週刊 安土城をつくる
(創刊：2009年1月27日／全110号)
- 週刊 CSI DVDコレクション
(創刊：2009年2月3日／全91号)
- 週刊 ディズニー・ドリーム・ファイル
(創刊：2009年5月19日／全111号)
- 週刊 ウルトラマン オフィシャルデータファイル
(創刊：2009年5月26日／全112号)
- 週刊 零戦をつくる
(創刊：2009年8月25日／全100号)
- 隔週刊 DVDオペラ・コレクション
(創刊：2009年9月1日／全65号)
- 隔週刊 東宝特撮映画 DVDコレクション
(創刊：2009年9月29日／全65号)
- 週刊 松本清張
(創刊：2009年10月13日／全13号)

### 2010年〜2014年創刊
2010年
- 週刊 そーなんだ!歴史編
(創刊：2010年1月6日／全101号、2012年9月11日改訂版創刊)
- 週刊 フェラーリ F2007 ラジコンカー
(創刊：2010年1月12日／全100号)
- 週刊 江戸
(創刊：2010年1月12日／全101号)
- 月2回刊 鉄道データファイル プラス
(創刊：2010年1月19日／2010年6月1日、10号の出版を以って休刊[8])
- 週刊 エヴァンゲリオン・クロニクル 新訂版
(創刊：2010年1月19日／全50号)
- 週刊 宇宙戦艦ヤマトオフィシャル･ファクトファイル
(創刊：2010年2月2日／全81号)
- 週刊 スパイ大作戦 DVDコレクション
(創刊：2010年2月9日／全85号)
- 週刊 野鳥の世界
(創刊：2010年2月16日／全100号)
- 週刊 航空母艦 赤城を作る
(創刊：2010年2月23日／全100号)
- 週刊 戦国武将データファイル
(創刊：2010年5月25日／全111号)
- 週刊 ハマーH1 ラジコンカー
(創刊：2010年6月15日／全65号)
- 週刊 ホンダ CB750FOUR
(創刊：2010年8月31日／全80号)
- 隔週刊 鬼平犯科帳 DVDコレクション
(創刊：2010年9月14日／全81号)
- 週刊 マクラーレンMP4-23
(創刊：2010年10月5日／全65号)
- 隔週刊 大草原の小さな家DVDコレクション
(創刊：2010年10月19日／全71号)

2011年
- 隔週刊 日本の古寺･仏像DVDコレクション
(創刊：2011年1月6日／全70号)
- 週刊 コメディドラマでENGLISH
(創刊：2011年1月11日／全60号)
- 週刊 戦国甲冑をつくる
(創刊：2011年1月18日／全55号)
- 隔週刊 名探偵ポワロ DVDコレクション
(創刊：2011年1月25日／全65号)
- 隔週刊 NHK名曲アルバム CDコレクション
(創刊：2011年1月25日／全70号)
- 週刊 ロボゼロ
(創刊：2011年2月8日/全70号)[9]
- 隔週刊 パッチワーク
(創刊：2011年3月1日／全65号、2013年9月10日改訂版創刊)
- 週刊 もっとデジイチLIFE
(創刊：2011年3月8日／全70号)
- 隔週刊 ジェリー・アンダーソン SF特撮DVDコレクション
(創刊：2011年6月14日／全54号)
- 週刊 和時計をつくる
(創刊：2011年8月30日／全60号)
- 隔週刊 バレエ DVDコレクション
(創刊：2011年9月13日／全61号)
- 週刊 ガンダム パーフェクト･ファイル
(創刊：2011年9月20日／全181号)
- 週刊 赤毛のアンの家
(創刊：2011年10月10日／全100号)
- 週刊 トヨタ2000GT
(創刊：2011年12月13日／全65号)

2012年
- 週刊 蒸気機関車D51を作る
(創刊：2012年1月4日／全100号)
- 隔週刊 ブルーノート・ベスト・ジャズコレクション
(創刊：2012年1月10日／全84号)
- 週刊 ディズニー・パレード
(創刊：2012年3月6日／全100号)
- 隔週刊 コンバット・タンク・コレクション
(創刊：2012年5月22日／全120号)
- 週刊 HMSヴィクトリーを作る
(創刊：2012年5月29日／全120号)
- 隔週刊 銀河鉄道999 DVDコレクション
(創刊：2012年6月19日／全41号)
- 週刊 マクラーレン ホンダ MP4/4
(創刊：2012年9月4日／全70号)

2013年
- 週刊 日本の城
(創刊：2013年1月8日／全121号)
- 週刊 マクロス・クロニクル 新訂版
(創刊：2013年1月15日／全81号)
- ムック そーなんだ！からだの不思議
(創刊：2013年1月22日／全15号)
- 隔週刊 ハーレーダビッドソン・プレミアムコレクション
(創刊：2013年2月14日／全10号)
- 週刊 ロビ
(創刊：2013年2月19日/全70号、再刊行版創刊2014年2月25日、第三版2015年1月20日)[10]
- 隔週刊 自衛隊モデル・コレクション
(創刊：2013年3月12日／全70号)
- 週刊 ジュエルペット 魔法の宝石ジュエルボックス
(創刊：2013年4月4日／全34号)
- 隔週刊 新刑事コロンボDVDコレクション
(創刊：2013年5月14日／69号)
- 週刊 スズキHAYABUSAGSX1300R
(創刊：2013年6月18日／全80号)
- 隔週刊 ラリーカーコレクション
(創刊：2013年9月3日／120号)
- 週刊 ランボルギーニカウンタックLP500S
(創刊：2013年9月24日／全80号)
- 隔週刊 ラリーカーコレクション
(創刊：2013年9月3日／120号)
- 隔週刊 剣客商売 DVDコレクション
(創刊：2013年10月8日／全30号)

2014年
- 隔週刊 日本の名車
(創刊：2014年1月4日／全101号)
- 隔週刊 東宝・新東宝戦争映画 DVDコレクション
(創刊：2014年1月21日／全70号)
- 週刊 日本の神社
(創刊：2014年1月28日／121号)
- 隔週刊 ジャッキー・チェン DVDコレクション
(創刊：2014年3月4日／全66号)
- 隔週刊 スタートレック・スターシップコレクション
(創刊：2014年5月20日／全160号)
- 隔週刊 北斗の拳 DVDコレクション
(創刊：2014年5月27日／全58号)
- 週刊 ロビ ロビクルをつくる
(創刊：2014年8月5日/全30号)
- 隔週刊 大映特撮映画DVDコレクション
(創刊：2014年9月2日／全60号)
- 週刊 仮面ライダー オフィシャルパーフェクトファイル
(創刊：2014年9月25日／全191号)
- 隔週刊 東映任侠映画傑作DVDコレクション
(創刊：2014年12月26日／全120号)

### 2015年〜2019年創刊
2015年
- 隔週刊 マイ3Dプリンター
(創刊：2015年1月5日／全95号)
- 隔週刊 ジッポーコレクション 80th Anniversary
(創刊：2015年1月20日／全120号)
- 週刊 ロビ 第3版
(創刊：2015年1月20日/全70号)
- 週刊 蒸気機関車C57を作る
(創刊：2015年1月27日／全100号)
- 週刊 スカイライダー・ドローン
(創刊：2015年2月3日／全57号)
- 隔週刊 映画クレヨンしんちゃん DVDコレクション
(創刊：2015年2月17日／全21号)
- 隔週刊 必殺仕事人DVDコレクション
(創刊：2015年5月12日／全133号)
- 隔週刊 リバティプリントでハンドメイド
(創刊：2015年9月1日／全80号)
- 週刊 昭和にっぽん 鉄道ジオラマ
(創刊：2015年9月15日／全100号)

2016年
- 週刊 スター・ウォーズ ミレニアムファルコン
(創刊：2016年1月5日／全100号)
- 週刊 サンダーバード2号&救助メカ
(創刊：2016年1月26日／全95号)
- 隔週刊 釣りバカ日誌 映画DVDコレクション
(創刊：2016年2月2日／全22号)
- 隔週刊 第二次世界大戦傑作機コレクション
(創刊：2016年2月9日／全100号)
- 隔週刊 神社百景DVDコレクション
(創刊：2016年5月24日／全58号、2019年1月8日に再創刊)
- 隔週刊 傑作 カンフー映画 ブルーレイ コレクション
(創刊:2016年8月30日／全30号)
- 隔週刊 円谷プロ特撮ドラマ DVDコレクション
(創刊：2016年2月16日／全122号)

2017年
- 週刊 おしえて!おしゃべりガイコツ
(創刊：2017年1月5日／全70号)
- 週刊 バック・トゥ・ザ・フューチャー デロリアン
(創刊：2017年1月31日／130号)
- 週刊 ロビ2
(創刊：2017年6月6日／全80号)

2018年
- 週刊 スター・ウォーズ R2-D2
(創刊：2018年1月4日／全100号)
- 隔週刊 ニードルフェルトでねこあつめ
(創刊：2018年1月8日／全70号)
- 隔週刊 鉄道 ザ ラストラン
(創刊：2018年2月13日／全95号)
- 週刊 栄光の日本海軍 パーフェクトファイル
(創刊：2018年3月13日／全151号)
- 週刊 ジャガー・Eタイプ
(創刊：2018年5月15日／全100号)
- 週刊 マーベル・ファクト・ファイル
(創刊：2018年6月19日／全200号予定)
- 週刊 NISSAN GT-R NISMO
(創刊：2018年8月28日／全100号)
- 隔週刊 かわいい刺しゅう
(創刊：2018年8月28日／全100号予定)
- 隔週刊 クイーン・LP・レコード・コレクション
(創刊：2018年11月6日／全25号)

2019年
- 隔週刊 キャシーといっしょにハワイアンキルト
(創刊：2019年1月4日／全80号予定)
- 隔週刊 神社百景DVDコレクション　改訂版
(創刊：2019年1月8日／全57号)
- 隔週刊 自衛隊DVDコレクション
(創刊：2019年1月15日／全80号)
- 週刊 ガンダム・モビルスーツ・バイブル
(創刊：2019年1月29日／全100号予定)
- 隔週刊 ザ・マジック
(創刊：2019年2月26日／全100号予定)
- 週刊 YAMAHA YZR-M1
バレンティーノ・ロッシ モデル
(創刊：2019年3月19日／全92号）
- 週刊 日本刀
(創刊：2019年5月28日／全122号)
- 隔週刊 仮面ライダーDVDコレクション
(創刊：2019年6月11日／全98号予定)
- 週刊 ゴジラをつくる
(創刊：2019年8月27日／全100号予定)
- 隔週刊 JAL旅客機コレクション
(創刊:2019年9月10日／全80号予定)

### 2020年以降創刊
2020年
- 週刊 サンダーバード秘密基地
(創刊:2020年1月14日／全110号予定)
- 隔週刊 日本の城DVDコレクション
(創刊:2020年2月18日／全69号予定)
- 週刊 ワイルド・スピード ダッジ チャージャー R/T
(創刊:2020年2月25日／全110号予定)
- 隔週刊 必殺シリーズDVDコレクション
(創刊:2020年6月2日／全145号予定)
- 週刊 アイアンマン
(創刊:2020年8月18日／全100号予定)
- 週刊 スカイライン 2000GT-R【KPGC110】
(創刊:2020年9月8日／全100号予定)
- 隔週刊 ディズニー マジカル オーディオ えほん
(創刊:2020年10月20日／全80号予定)

2021年
- 週刊 つくって あつめる スヌーピー＆フレンズ
(創刊:2021年1月5日／全100号予定)
- 隔週刊 鉄道 ザ・プロジェクト
(創刊:2021年1月12日／全90号予定)
- 週刊 護衛艦いずもをつくる
(創刊:2021年1月19日／全110号予定)
- 隔週刊 たのしいムーミンキルト
(創刊:2021年3月9日／全80号予定)
- 隔週刊 Gメン'75 DVD-コレクション
(創刊：2021年5月18日／全119号予定)
- 週刊 ナイトライダー
(創刊:2021年6月1日／全110号予定)
- 隔週刊 仮面ライダーDVDコレクション 平成編
(創刊:2021年6月15日／全97号予定)
- 週刊 Honda NSX
(創刊:2021年8月17日／110号予定)
- 隔週刊 アメリカンカー コレクション
(創刊:2021年8月31日／全80号予定)
- 隔週刊 JR全路線 DVDコレクション
(創刊:2021年9月7日／全100号予定)
- 隔週刊 HELLO KITTY
なつかしのアイテムコレクション
(創刊:2021年9月14日／全80号予定)

2022年
- 隔週刊 ビッグスケール F1™ コレクション
(創刊:2022年1月4日/全80号予定)
- 週刊 日本の島
(創刊:2022年1月11日/全121号予定)
- 隔週刊 古畑任三郎DVDコレクション
(創刊:2022年1月11日/全25号)
- 週刊 航空自衛隊 F2 戦闘機をつくる
(創刊:2022年1月18日/全100号予定)
- 隔週 SNOOPY 刺しゅうで楽しむ
スヌーピー＆フレンズ
(創刊:2022年2月8日/全80号予定)
- 隔週刊スター・ウォーズ スターシップ＆ビークル・コレクション
(創刊：2022年5月24日/全80号予定)
- 週刊 スプリンタートレノ AE86
(創刊：2022年6月28日/全110号予定)
- 週刊 ウルトラホーク1号
(創刊：2022年8月16日/全110号予定)
- 隔週刊 西遊記DVDコレクション
(創刊：2022年8月23日/全26号予定)
- 隔週刊日本の名車コレクション
(創刊：2022年9月13日/全100号予定)
- 隔週刊 鉄道車両 金属モデル コレクション
(創刊:2022年9月27日/全80号予定)
- 隔週刊 たのしい つまみ細工
(創刊:2022年10月4日/全100号予定) [11]

2023年
- 隔週刊 ブルーノート・ベスト・ジャズコレクション 高音質版
(創刊:2023年1月5日/全90号予定)
- 週刊 陸上自衛隊 90式戦車をつくる
(創刊：2023年1月10日/全110号予定)
- 隔週刊 メタルヒーロー DVDコレクション
(創刊:2023年2月14日/全48号予定)
- 隔週刊 暴れん坊将軍 DVDコレクション
(創刊:2023年5月23日/全133号予定)
- 隔週刊 東宝怪獣 コレクション 
(創刊:2023年8月12日/全100号予定)
- 隔週刊 男はつらいよ DVDコレクション 
(創刊:2023年8月22日/全50号予定)
- 週刊 ワイルド・スピード 日産スカイラインGT-R(R34) 
(創刊:2023年9月5日/全110号予定)
- 週刊 Honda NSX-R
(創刊:2023年11月28日:全110号予定)

2024年
- 週刊 エヴァンゲリオン初号機をつくる
(創刊:2024年1月4日/全100号予定)
- 隔週刊 ルパン三世 THE DVDコレクション
(創刊:2024年1月16日/全80号予定)
- 隔週刊 決定版 日本の名城
(創刊:2024年1月23日/全100号予定)
- 週刊 ホンダ CB750FOUR 再刊行版
(創刊:2024年1月30日/全80号予定)

2025年
- 隔週刊 増補新版 東宝特撮映画DVDコレクション
(創刊:2025年5月20日予定/全78号予定)

## カフェ
2025年04月17日、埼玉県越谷市の「イオンレイクタウンKaze」に世界初となる「デアゴスティーニカフェ」をオープンさせた。フードメニューは愛知県一宮市発祥のカフェ「CROCE(クローチェ)」が担う。店内には歴代30シリーズの自動車、オートバイ、キャラクターなどの完成模型が並ぶ。イオンモールが両社に提案して開業にこぎつけた。